# Evaluarea mâinii
În bridge-ul contractual, au fost concepute diverse sisteme de licitație pentru a permite partenerilor să își descrie reciproc mâinile, astfel încât să ajungă la un contract optim. Cheia acestui proces constă în faptul că jucătorii evaluează și reevaluează potențialul mâinilor lor de a lua trucuri pe măsură ce licitația avansează și devin disponibile informații suplimentare despre mâna partenerului și despre mâinile adversarului.
Metodele de evaluare a mâinii evaluează diferite caracteristici ale unei mâini, inclusiv: puterea cărților mari, forma sau distribuția culorilor, controalele, potrivirea cu partenerul, calitatea culorilor și calitatea întregii mâini. Metodele variază de la cele mai simple la cele mai complexe, necesitând ca partenerii să aibă aceleași interpretări și acorduri cu privire la aplicarea lor în sistemul lor de licitație.

## Sistemul de bază al numărării punctelor
Cele mai multe sisteme de licitație folosesc un sistem de bază de numărare a punctelor pentru evaluarea mâinii, folosind o combinație de puncte pentru cărțile de valoare mare (cărțile mari) și puncte de distribuție, după cum urmează.

### Cărțile de valoare mare
Publicată pentru prima dată în 1915 de Bryant McCampbell în Auction Tactics (pagina 26), numărătoarea 4-3-2-1 pentru onoruri nu a fost stabilită prin analiza computerizată (așa cum se spune uneori), ci a fost derivată din jocul Auction Pitch⁠(d). Deși "Regula lui Robertson" pentru licitații (numărătoarea 7-5-3-3) era folosită de mulți ani, McCampbell a căutat o "scală mai simplă de valori relative". Scala Pitch este cea mai ușor de reținut. (Cei care au jucat Auction Pitch nu vor avea nicio dificultate în a recunoaște și a reține aceste valori)".
Numită "Milton Work Point Count" când a fost popularizată de Milton Work la începutul anilor '30 și apoi "Goren Point Count" când a fost popularizată din nou de discipolul lui Work, Charles Goren, în anii '50, iar acum este cunoscută pur și simplu sub numele de "high-card point count" (HCP), această metodă de evaluare de bază atribuie valori numerice primelor patru cărți de onoare, după cum urmează:
- as = 4 HCP
- rege = 3 HCP
- regină= 2 HCP
- valet = 1 HCP

Evaluarea unei mâini pe această bază ține cont de faptul că există 10 HCP în fiecare culoare și, prin urmare, 40 în pachetul complet de cărți. O mână medie conține un sfert din acest total, adică 10 HCP. Metoda are dublul avantaj al simplității și al practicii, în special în cazul contractelor notrump. Cele mai multe sisteme de licitație se bazează pe premisa că este necesară o mână mai bună decât media pentru a deschide licitația; 12 HCP sunt în general considerați minimul pentru majoritatea licitațiilor de deschidere.

#### Limitări
Numărul combinat de HCP între două mâini echilibrate este considerat în general ca fiind un bun indiciu, în condiții de egalitate, a numărului de levate pe care le poate face parteneriatul. Regula de bază pentru done și slam-uri la notrump este următoarea:
- 25 HCP sunt necesare pentru o dona, adică 3 NT
- 33 HCP sunt necesare pentru micul șlem, adică 6 NT.
- 37 HCP sunt necesare pentru marele șlem, adică 7 NT.

O justificare simplă a faptului că 37 HCP este potrivit pentru marele șlem este că este cel mai mic număr de puncte care garantează că parteneriatul deține toți așii. În mod similar, 33 HCP este cel mai mic număr de puncte care garantează cel puțin trei ași.
Deși este în mare parte eficient pentru a evalua potențialul combinat de preluare a două done echilibrate jucate la notrump, chiar și în acest domeniu de aplicabilitate, HCP nu este infailibil. Jeff Rubens oferă următorul exemplu:
| ♠ | A Q J 2 | W E | ♠ | K 10 3  |
| ♥ | A Q     | W E | ♥ | K J 9 4 |
| ♦ | K Q 3 2 | W E | ♦ | A J     |
| ♣ | A 4 3   | W E | ♣ | 8 7 6 5 |

| ♠ | A Q J   | W E | ♠ | K 10 3  |
| ♥ | A Q 3 2 | W E | ♥ | K J 9 4 |
| ♦ | K Q     | W E | ♦ | A J     |
| ♣ | A 4 3 2 | W E | ♣ | 8 7 6 5 |

Ambele mâini de Est sunt exact la fel, iar ambele mâini de Vest au aceeași formă, același număr de HCP și aceleași cărți mari. Singura diferență între mâinile Vest este că două cărți roșii mici și o carte neagră mică au fost schimbate (între culoarea de inimă și cea de caro și, respectiv, între culoarea de pică și cea de treflă).
Cu un total de 34 HCP în mâinile combinate, pe baza cerinței de HCP menționate mai sus pentru un șlem, majoritatea parteneriatelor s-ar încheia cu un contract de mic șlem (12 mutări). Cu toate acestea, aranjamentul din stânga produce 13 levate în notrump, în timp ce aranjamentul din dreapta, în cazul unei iesiri pe romb, nu ar reuși să producă mai mult de 10 levate în notrump. În acest caz, diferența în ceea ce privește potențialul de obținere a atuurilor se datorează duplicării valorilor cărților mari: în aranjamentul de jos, cele 20 HCP combinate pe pică și caro au ca rezultat doar cinci atuuri. Deoarece o astfel de dublare nu poate fi detectată în timpul licitației, metoda de evaluare a levatelor prin considerarea valorii mari a cărților, atunci când este folosită singură, oferă doar o estimare preliminară a potențialului mâinilor combinate de a obține levate și trebuie completată cu alte mijloace pentru o mai mare precizie, în special în cazul mâinilor nu atat de echilibrate. 
În consecință, jucătorii experți folosesc HCP ca punct de plecare în evaluarea mâinilor lor și fac ajustări pe baza acestora:
- îmbunătățiri ale evaluării HCP pentru anumite combinații de cărți deținute,
- utilizarea unor modele suplimentare de evaluare si valorificare a punctelor pentru forma sau distribuția mâinii (cunoscute sub numele de puncte de distribuție),
- tehnici de licitație pentru a determina specificul oricăror cărți de control deținute de partener.

În mod colectiv, acestea evaluează mai eficient deținerile combinate ale unui parteneriat. 

#### Pentru ași și zeci
S-a constatat că evaluarea 4-3-2-2-1 a punctelor cărților mari subevaluează statistic așii și decarii și astfel au fost elaborate alternative pentru a crește valoarea HCP a unei mâini.
Pentru a ajusta pentru ași, Goren a recomandat să se deducă un punct HCP pentru o mână fără ași și să se adauge un punct HCP pentru patru ași. Unii ajustează pentru decari adăugând 1/2 HCP pentru fiecare. Alternativ, unii tratează așii și decarii ca pe un grup și adaugă un punct HCP dacă mâna conține trei sau mai mulți ași și decari; Richard Pavlicek susține adăugarea unui HCP dacă deține patru sau mai mulți ași și decari.
- Teoria avansată a evaluării mâinii de Thomas Andrews
- Ghid pentru evaluarea mâinilor pentru începători – Karen's Bridge Library
- Evaluare de bază a mâinii pentru deschiderea unei singure oferte – Biblioteca Karen’s Bridge
- Criterii de bază de evaluare a mâinilor – Pattaya Bridge Club
- Site-ul web Jeff Goldsmith pentru evaluatori de software, bazat pe abordările lui Kaplan și Rubens și Danny Kleinman
- Factorii de mediu care afectează evaluarea mâinilor – BridgeHands
- Articole și idei de evaluare manuală Arhivat în 24 septembrie 2015, la Wayback Machine.
- O metodă generală de evaluare a distribuțiilor de mână de pod Arhivat în 4 martie 2016, la Wayback Machine.
- Evaluarea mâinilor – Marty Bergen Arhivat în 2 august 2023, la Wayback Machine.